# Liste der Biografien/Gir
Liste der Biografien |
Portal Biografien |
Personensuche
# |
A |
B |
C |
D |
E |
F |
G |
H |
I |
J |
K |
L |
M |
N |
O |
P |
Q |
R |
S |
T |
U |
V |
W |
X |
Y |
Z |
?
 
Ga |
Gb |
Gc |
Gd |
Ge |
Gf |
Gh |
Gi |
Gj |
Gk |
Gl |
Gm |
Gn |
Go |
Gp |
Gq |
Gr |
Gs |
Gu |
Gv |
Gw |
Gy |
Gz
 
Gia |
Gib |
Gic |
Gid |
Gie |
Gif |
Gig |
Gih |
Gij |
Gik |
Gil |
Gim |
Gin |
Gio |
Gip |
Gir |
Gis |
Git |
Giu |
Giv |
Giw |
Giy |
Giz
Die Liste der Biografien führt alle Personen auf, die in der deutschsprachigen Wikipedia einen Artikel haben. Dieses ist eine Teilliste mit 450 Einträgen von Personen, deren Namen mit den Buchstaben „Gir“ beginnt.

## Gir
- Gir, Piney, US-amerikanische Sängerin
- Gir-Namme, König von Elam

### Gira
- Gira, Camille (1958–2018), luxemburgischer Politiker (déi gréng)
- Gira, Michael (* 1954), US-amerikanischer Musiker, Gründer und Bandchef der Formation Swans
- Girac, Kendji (* 1996), französischer SängerKendji Girac (* 1996)

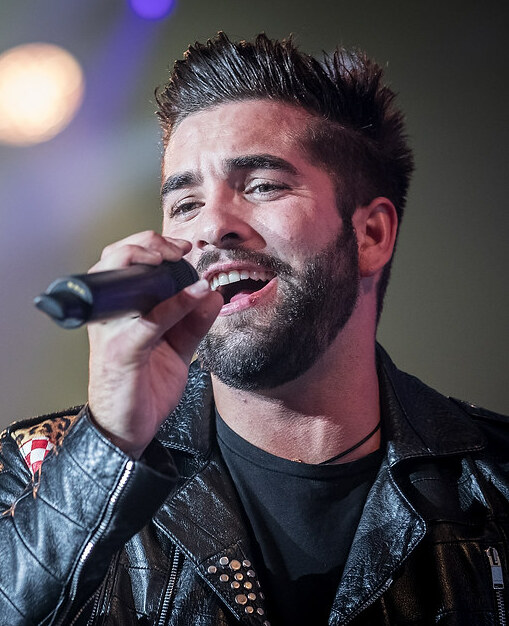
Kendji Girac (* 1996)

- Girace, Gaia (* 2003), italienische Schauspielerin
- Girado, Nina (* 1980), philippinische Sängerin
- Giraitytė, Vaida (* 1983), litauische Politikerin
- Giral del Pino, Hipólito San José, britischer Romanist, Hispanist, Grammatiker und Lexikograf spanischer Herkunft
- Giral Pereira, José (1879–1962), Ministerpräsident von Spanien
- Giral, Sergio (1937–2024), kubanischer Filmregisseur
- Giráldez, Jonatan (* 1991), spanischer Fußballtrainer
- Giraldi, Franco (1931–2020), italienischer Filmregisseur und Drehbuchautor
- Giraldi, Giambattista (1504–1573), italienischer Dichter
- Giraldi, Giuseppe (1848–1901), italienischer Geistlicher und Botaniker
- Giraldi, Guglielmo, italienischer Maler der Frührenaissance
- Giraldi, Guglielmo Pecori (1856–1941), italienischer Marschall und Senator
- Giraldi, Philip (* 1946), US-amerikanischer CIA Agent, Kolumnist und Fernsehkommentator
- Giraldi, William (* 1974), US-amerikanischer Kritiker, Essayist und Schriftsteller
- Giraldo Jaramillo, Alberto (1934–2021), kolumbianischer Ordensgeistlicher, römisch-katholischer Erzbischof von Medellín
- Giraldo Jaramillo, Hernán (* 1936), kolumbianischer Geistlicher, Altbischof von Buga
- Giraldo Velásquez, Ovidio (* 1963), kolumbianischer Geistlicher und römisch-katholischer Bischof von Barrancabermeja
- Giraldo, Alexander (* 1977), kolumbianischer Straßenradrennfahrer
- Giraldo, César (* 1953), kolumbianischer Ökonom
- Giraldo, Gerald (* 1989), kolumbianischer Langstreckenläufer
- Giraldo, Luis (* 1999), kolumbianischer Sänger, Schauspieler und Liedtexter
- Giraldo, Natalia (* 2003), kolumbianische Fußballtorhüterin
- Giraldo, Neil (* 1955), US-amerikanischer Gitarrist und Songwriter
- Giraldo, Nicolás (* 1993), kolumbianischer Fußballspieler
- Giraldo, Santiago (* 1987), kolumbianischer Tennisspieler
- Giraldon, Adolphe (1855–1933), französischer Künstler
- Giraldus, Lilius Gregorius (1479–1552), italienischer Gelehrter, Mythograph und Dichter der Renaissance
- Giralt, Arnie David (* 1984), kubanischer Dreispringer
- Giralt, Ernest (* 1948), spanischer Biochemiker
- Giralte, Francisco (1510–1576), spanischer Bildhauer
- Giran, Gaston (1892–1944), französischer Ruderer
- Girard de Soucanton, Arthur (1813–1884), estländischer Unternehmer und Politiker
- Girard de Soucanton, Johann (1826–1896), estländischer Industrieller
- Girard de Soucanton, Johann Karl (1785–1868), estländischer Unternehmer und Politiker
- Girard de Soucanton, Lew Fedorowitsch (1855–1918), russischer Generalmajor
- Girard I. († 1113), Graf von Rosselló, Kreuzritter
- Girard II. († 1172), Graf von Rosselló
- Girard, Adele (1913–1993), US-amerikanische Jazz-Harfenistin und Pianistin des Swing
- Girard, Albert (1595–1632), französischer Mathematiker
- Girard, Alexander (1907–1993), amerikanischer Architekt, Innenarchitekt, Designer, Sammler und Mäzen
- Girard, Ami (1819–1900), Schweizer Politiker und Offizier
- Girard, Anthony (* 1959), französischer Komponist
- Girard, Auguste (* 1943), Schweizer Radrennfahrer
- Girard, Bob (1948–2017), kanadischer Eishockeyspieler
- Girard, Bruno (* 1970), französischer Boxer
- Girard, Charles (1837–1918), französischer Chemiker
- Girard, Charles Frédéric (1822–1895), französisch-US-amerikanischer Arzt und Zoologe
- Girard, Christine (* 1985), kanadische Gewichtheberin
- Girard, Christophe (* 1956), französischer Unternehmensleiter und Politiker
- Girard, Christophe (* 1967), französischer Boxer im Halbschwergewicht, dreifacher WBO-Titelanwärter
- Girard, Delphine (* 1990), kanadisch-belgische Filmregisseurin
- Girard, Dominique († 1738), französischer Gartenarchitekt und Ingenieur
- Girard, Édith (1949–2014), französische Architektin
- Girard, Elie (* 1983), französischer Kameramann und Filmregisseur
- Girard, Émilie (* 2000), französische Langstreckenläuferin
- Girard, Emmanuelle (* 1999), französische Tennisspielerin
- Girard, Evan (* 1993), kanadischer Biathlet
- Girard, Fina (* 2001), Schweizer Politikerin und Mitglied des Grossrates des Kantons Basel-Stadt
- Girard, François (* 1963), kanadischer Regisseur und Drehbuchautor
- Girard, Gabriel (1677–1748), französischer Romanist, Slawist, Grammatiker und Lexikologe
- Girard, George (1930–1957), US-amerikanischer Jazz-Trompeter und Sänger
- Girard, Heinrich (1814–1878), deutscher Geologe und Mineraloge
- Girard, Henri Georges (1917–1987), französischer Schriftsteller und Journalist
- Girard, Ismaël (1898–1976), französischer Arzt, Aktivist und Dichter okzitanischer Sprache
- Girard, Jean Baptiste (1765–1850), Schweizer Franziskaner und Pädagoge
- Girard, Jean-Baptiste (1680–1733), französischer Jesuit, Romanfigur
- Girard, Jean-Baptiste (1775–1815), französischer General
- Girard, Jean-Joseph (1766–1831), Schweizer römisch-katholischer Geistlicher und Abt
- Girard, Jean-Michel (* 1948), Schweizer römisch-katholischer Priester und Augustiner-Chorherr
- Girard, Jean-Yves (* 1947), französischer mathematischer Logiker
- Girard, Joe (1928–2019), US-amerikanischer Verkäufer und Autor
- Girard, Johann Karl (1732–1799), estländischer Unternehmer
- Girard, Joseph (1815–1890), Schweizer Politiker
- Girard, Jules (1825–1902), französischer Klassischer Philologe
- Girard, Jules (1863–1950), römisch-katholischer Geistlicher
- Girard, Madeleine, französische Badmintonspielerin
- Girard, Marc-Amable (1822–1892), kanadischer Politiker
- Girard, Narcisse (1797–1860), französischer Dirigent
- Girard, Patricia (* 1968), französische Hürdenläuferin
- Girard, Philippe Henri de (1775–1845), französischer Techniker
- Girard, Pierre (1926–2022), Schweizer Segler
- Girard, Pierre (* 1982), französischer Journalist, Moderator und Regisseur
- Girard, Pierre-Louis (* 1942), Schweizer Diplomat
- Girard, Pierre-Simon (1765–1836), französischer Ingenieur
- Girard, Rémy (* 1950), kanadischer SchauspielerRémy Girard (* 1950)

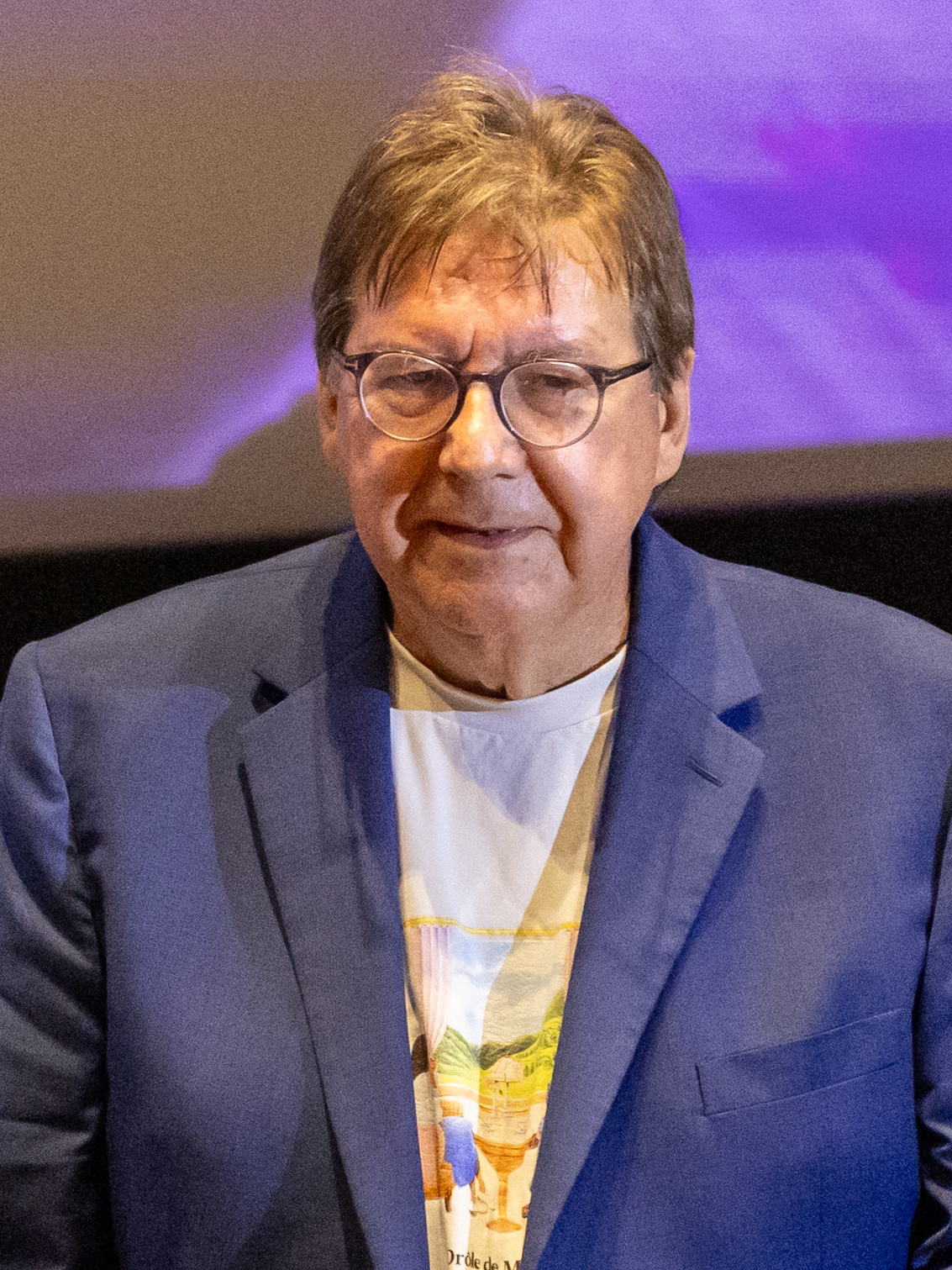
Rémy Girard (* 1950)

- Girard, René (1923–2015), französisch-amerikanischer Kulturanthropologe und Religionsphilosoph
- Girard, René (* 1954), französischer Fußballspieler und -trainer
- Girard, Rick (* 1974), deutsch-kanadischer Eishockeyspieler
- Girard, Samuel (* 1996), kanadischer Shorttracker
- Girard, Samuel (* 1998), kanadischer Eishockeyspieler
- Girard, Stephen (1750–1831), US-amerikanischer Kaufmann, Bankier und Philanthrop
- Girard, Xavier (* 1970), französischer Nordischer Kombinierer
- Girard, Yvonne (1912–1980), französische Badmintonspielerin
- Girard-Bille, Alexandre (1899–1961), Schweizer Skisportler
- Girard-diCarlo, David F. (* 1942), US-amerikanischer Jurist und Diplomat
- Girard-Mangin, Nicole (1878–1919), französische Medizinerin
- Girard-Montet, Gertrude (1913–1989), Schweizer Journalistin, Nationalrätin und Frauenrechtlerin
- Girardeau, Isabella, italienische Opernsängerin (Sopran)
- Girardelli, Marc (* 1963), österreichischer SkirennläuferMarc Girardelli (* 1963)

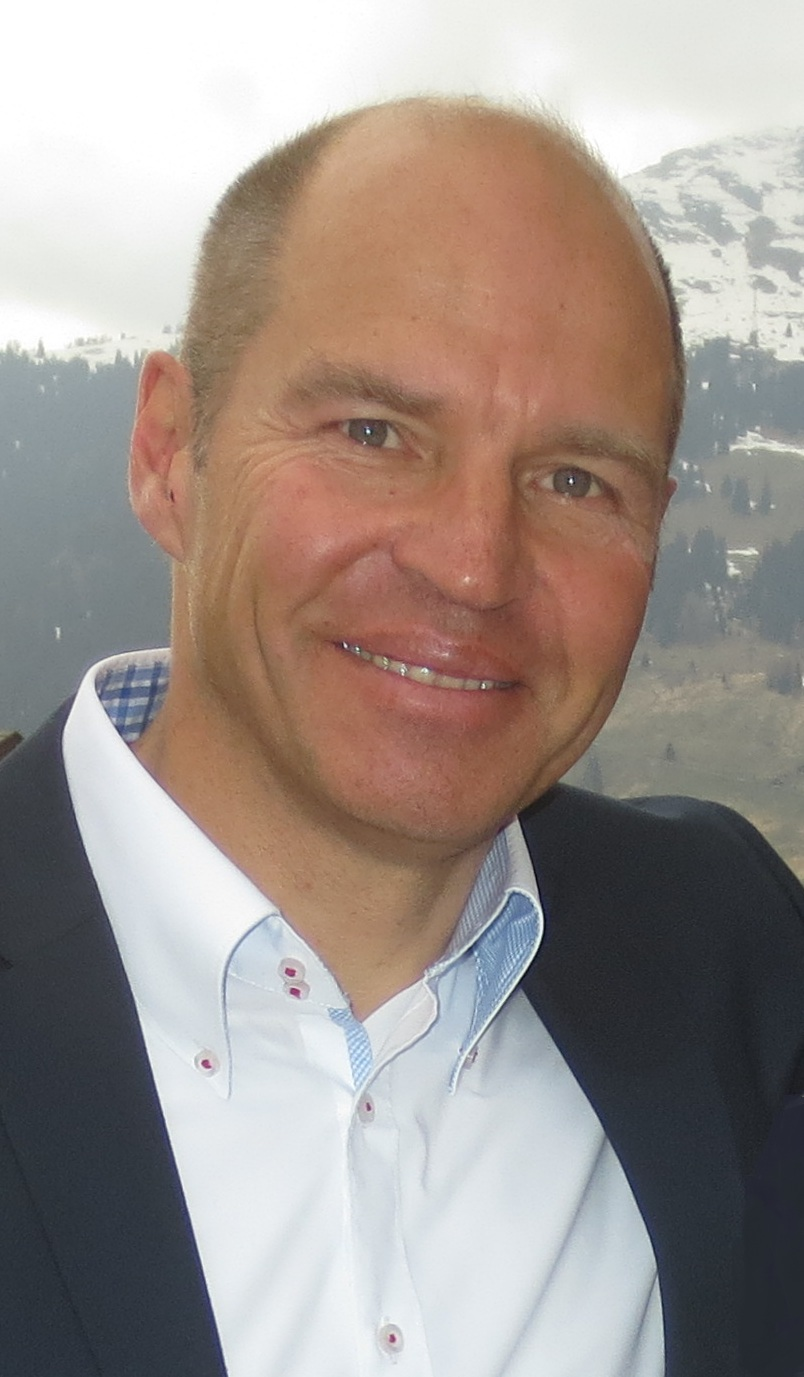
Marc Girardelli (* 1963)

- Girardengo, Costante (1893–1978), italienischer Radrennfahrer
- Girardet, Abraham (1764–1823), Schweizer Kupferstecher, in Paris tätig
- Girardet, Abraham Louis (1772–1821), Schweizer Radierer und Miniaturmaler
- Girardet, Alexandre (1767–1836), Schweizer Radierer, Zeichner und Aquarellist
- Girardet, Berthe (1869–1948), französische Bildhauerin
- Girardet, Charles (1780–1863), schweizerisch-französischer Kupferstecher und Lithograph
- Girardet, Christoph (* 1966), deutscher Videokünstler
- Girardet, Edouard (1819–1880), französischer Maler und Kupferstecher
- Girardet, Eugène (1853–1907), französischer Maler
- Girardet, Frédy (* 1936), Schweizer KochFrédy Girardet (* 1936)

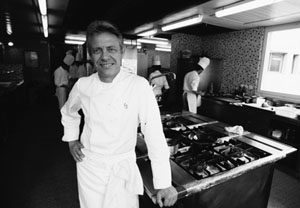
Frédy Girardet (* 1936)

- Girardet, Georg (* 1942), deutscher Jurist und Verwaltungsbeamter
- Girardet, Hellmut (1902–1973), deutscher Verleger
- Girardet, Henri (1848–1917), französisch-schweizerischer Maler, Bildhauer, Kupferstecher und Lithograf
- Girardet, Herbert (1910–1972), deutscher Verleger
- Girardet, Herbert (* 1943), deutscher Publizist und Umweltaktivist mit Wohnsitz in Wales
- Girardet, Jean (1709–1778), französischer Maler
- Girardet, Jules (1856–1938), französischer Maler
- Girardet, Karl (1813–1871), Schweizer Maler, in Paris tätig
- Girardet, Klaus Martin (* 1940), deutscher Althistoriker
- Girardet, Léon (1856–1895), französischer Maler und Kupferstecher
- Girardet, Michael (* 1932), deutscher Verleger
- Girardet, Paul (1821–1893), französischer Kupferstecher
- Girardet, Paul (1878–1970), deutscher Verleger und Generalkonsul
- Girardet, Paul Armand (1859–1915), französischer Holzschneider und Maler
- Girardet, Robert (1893–1977), französischer Segler
- Girardet, Théodore (1861–1935), französischer Holzschneider und Graphiker
- Girardet, Wilhelm (1838–1918), deutscher VerlegerWilhelm Girardet (1838–1918)

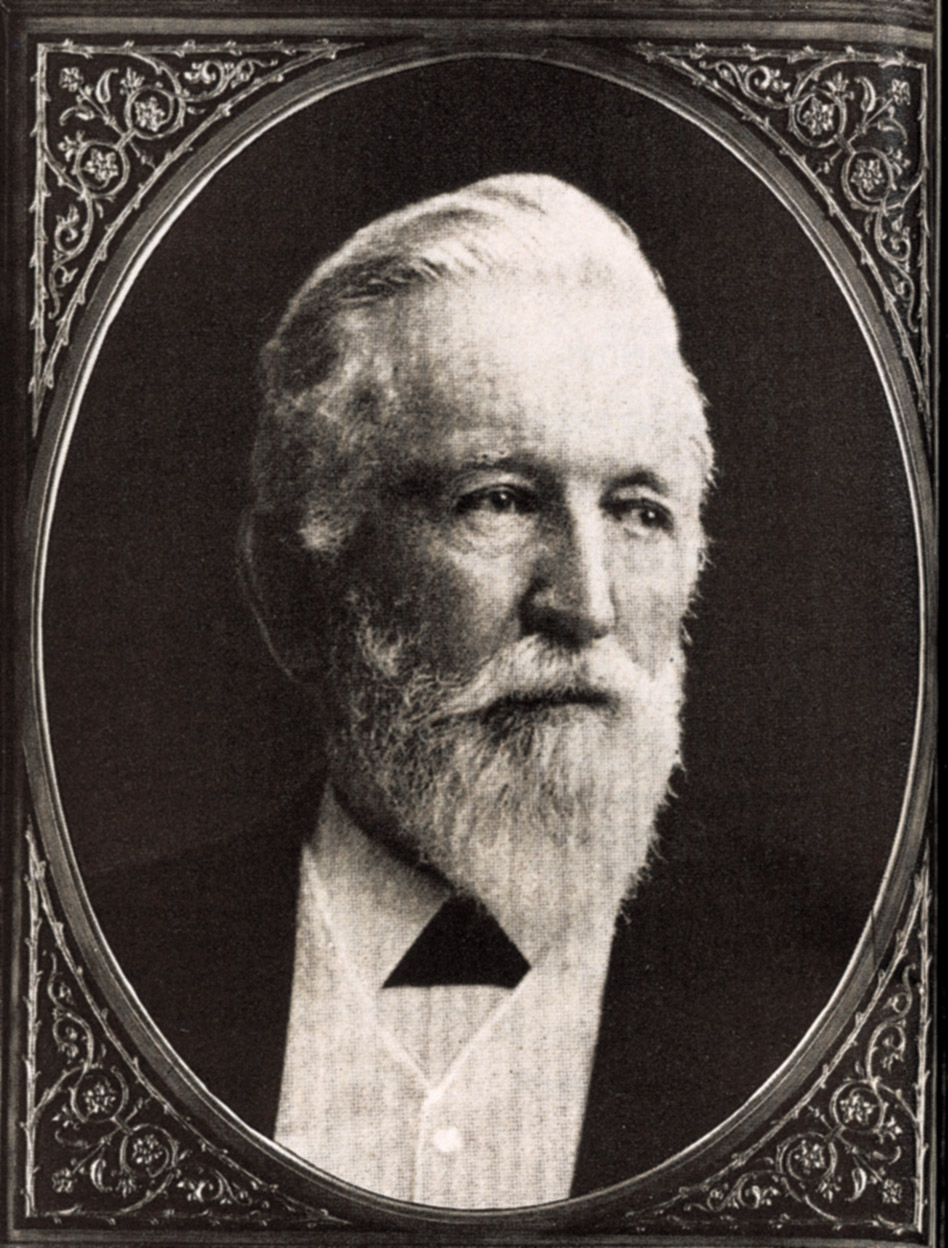
Wilhelm Girardet (1838–1918)

- Girardet, Wilhelm junior (1874–1953), deutscher Druckereibesitzer und Verleger
- Girardetti, Angelina (* 1947), Schweizer Künstlerin in den Bereichen Bühnenbild, Film, Installation, Malerei, Zeichnung
- Girardey, Victor Jean Baptiste (1837–1864), General der Konföderierten im Amerikanischen Bürgerkrieg
- Girardi, Agenor (1952–2018), brasilianischer Ordensgeistlicher und römisch-katholischer Bischof von União da Vitória
- Girardi, Alexander (1850–1918), österreichischer Schauspieler und Operettensänger (Tenor)Alexander Girardi (1850–1918)

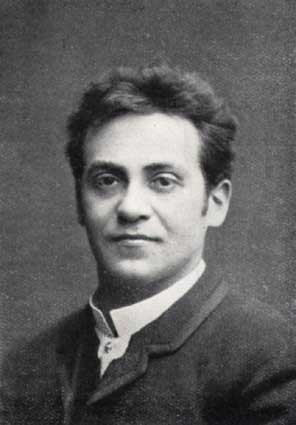
Alexander Girardi (1850–1918)

- Girardi, Daniel (* 1984), italo-kanadischer Eishockeyspieler
- Girardi, Edoardo (* 1985), italienischer Radrennfahrer
- Girardi, Ettore, italienischer Motorradrennfahrer
- Girardi, Jair (1950–2017), brasilianischer Rechtsanwalt und Politiker
- Girardi, Nora (1897–1928), österreichische Operettensängerin und Schauspielerin
- Girardi, Ulrico (1930–1986), italienischer Bobfahrer
- Girardi, Vittorino (* 1938), italienischer Ordensgeistlicher, emeritierter römisch-katholischer Bischof von Tilarán-Liberia
- Girardi, Walter (* 1976), italienischer Skirennläufer
- Girardi-Jurkić, Vesna (1944–2012), kroatische Politikerin, Archäologin und Museologin
- Girardin, Alexandre François Louis de (1767–1848), französischer Politiker und Landschaftsmaler
- Girardin, Alexandre Louis Robert de (1776–1855), französischer General, Autor politisch-militärischer Schriften
- Girardin, Annick (* 1964), französische Politikerin
- Girardin, Brigitte (* 1953), französische Diplomatin und Politikerin
- Girardin, Cécile Stanislas Xavier de (1762–1827), französischer Politiker, Mitglied der Nationalversammlung
- Girardin, Émile de (1806–1881), französischer Journalist
- Girardin, Ernest Stanislas de (1802–1874), Politiker
- Girardin, Jean Pierre Louis (1803–1884), französischer Chemiker
- Girardin, Lise (1921–2010), Schweizer Politikerin (FDP)
- Girardin, René Louis de (1735–1808), französischer Marquis, Schöpfer des Parks von Ermenonville und Schriftsteller; Freund Jean-Jacques Rousseaus
- Girardin, Saint-Marc (1801–1873), französischer Politiker, Mitglied der Nationalversammlung und Literaturwissenschaftler
- Girardini, Maurizio (* 1984), italienischer Straßenradrennfahrer
- Girardon, François (1628–1715), französischer Bildhauer
- Girardon, Michèle (1938–1975), französische Schauspielerin
- Girardoni, Bartolomeo (1744–1799), gelernter Uhrmacher, sowie Erfinder
- Girardot, Ana (* 1988), französische Schauspielerin
- Girardot, Annie (1931–2011), französische SchauspielerinAnnie Girardot (1931–2011)

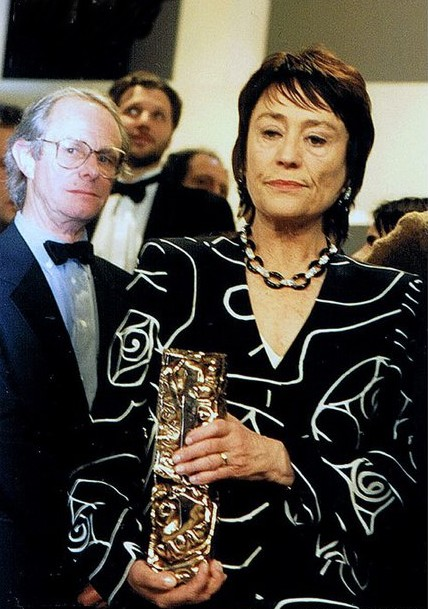
Annie Girardot (1931–2011)

- Girardot, Etienne (1856–1939), britischer Film- und Theaterschauspieler
- Girardot, Georges (1856–1914), französischer Genre-, Akt- und Landschaftsmaler
- Girardot, Hippolyte (* 1955), französischer Theater- und Filmschauspieler und Regisseur
- Girardot, Léonce (1864–1922), französischer Automobilrennfahrer
- Girart d’Amiens, französischsprachiger Dichter
- Girasoli, Nicola (* 1957), italienischer Geistlicher, römisch-katholischer Erzbischof und Diplomat des Heiligen Stuhls
- Girau i Alonso, Maria del Carme (* 1940), spanische Sängerin und Liedermacherin
- Giraud Moine, Valentin (* 1992), französischer Skirennläufer
- Giraud, Albert (1860–1929), belgischer Autor
- Giraud, André (1925–1997), französischer Politiker und Manager
- Giraud, Benjamin (* 1986), französischer Radrennfahrer
- Giraud, Bernardino (1721–1782), Kardinal der Römischen Kirche
- Giraud, Brigitte (* 1960), französische Schriftstellerin
- Giraud, Claude (1936–2020), französischer Schauspieler
- Giraud, Eugène (1806–1881), französischer Maler und Kupferstecher
- Giraud, Fiorello (1870–1928), italienischer Opernsänger (Tenor)
- Giraud, Francis (1932–2010), französischer Politiker
- Giraud, Giovanni (1776–1834), italienischer Lustspieldichter
- Giraud, Hélène (* 1970), französische Filmregisseurin und Artdirectorin
- Giraud, Henri (1879–1949), französischer General
- Giraud, Hervé (* 1957), französischer Geistlicher, Erzbischof, Bischof von Viviers und Prälat der Mission de France o Pontigny
- Giraud, Jean (1936–2007), französischer Mathematiker
- Giraud, Jean (1938–2012), französischer ComiczeichnerJean Giraud (1938–2012)

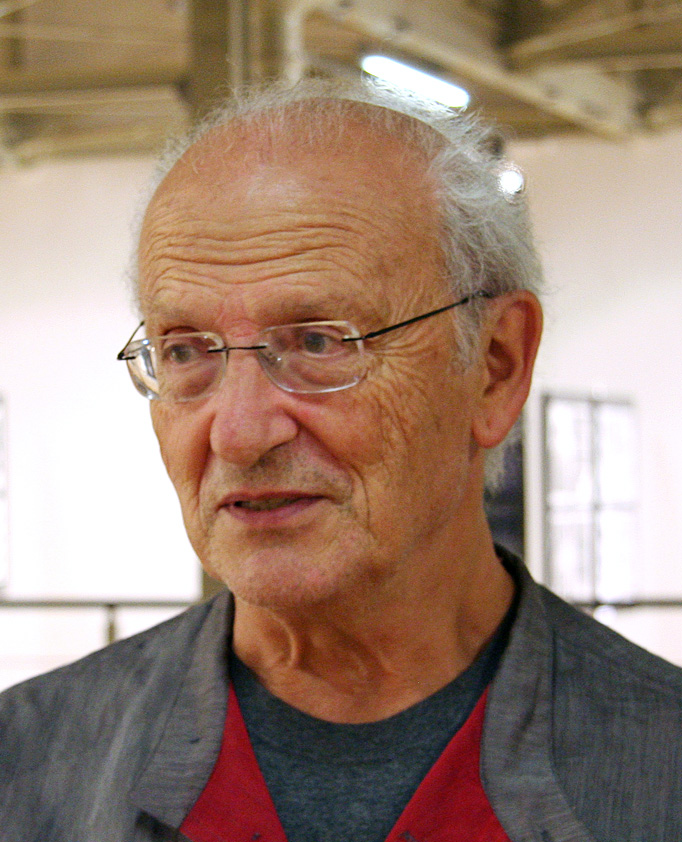
Jean Giraud (1938–2012)

- Giraud, Jim (1882–1969), französischer Tennisspieler
- Giraud, Joël (* 1959), französischer Politiker, Mitglied der Nationalversammlung
- Giraud, Johanna (* 1992), deutsch-französische Theater- und Filmschauspielerin sowie Synchronsprecherin
- Giraud, Joyce (* 1975), puerto-ricanische Schauspielerin und Model
- Giraud, Lodovico (1846–1882), italienischer Opernsänger (Tenor)
- Giraud, Marie-Louise (1903–1943), französische, wegen Schwangerschaftsabbrüchen Hingerichtete
- Giraud, Maximin (1835–1875), Zeuge einer Marienerscheinung
- Giraud, Michel (1929–2011), französischer Politiker
- Giraud, Pat (1949–2021), französischer Musiker (Piano, Orgel, auch Komposition)
- Giraud, Pierre (1791–1850), französischer Kardinal
- Giraud, Saman, österreichische Schauspielerin
- Giraud, Sonja (* 1995), deutsche Fußballspielerin
- Giraud, Sylvain-Marie (1830–1885), französischer römisch-katholischer Priester, Salettiner, Ordensoberer und Autor
- Giraud, Victor (1858–1899), französischer Offizier und Forschungsreisender
- Giraud, Victor (1868–1953), französischer Romanist und Literaturwissenschaftler
- Giraud, Yves (1937–2008), französischer Romanist, Literaturwissenschaftler und Hochschullehrer
- Giraud-Cabantous, Yves (1904–1973), französischer Autorennfahrer
- Giraud-Soulavie, Jean-Louis (1751–1813), französischer Diplomat, Historiker und Geologe
- Giraudeau, Bernard (1947–2010), französischer Schauspieler, Regisseur, Produzent, Drehbuchautor und SchriftstellerBernard Giraudeau (1947–2010)

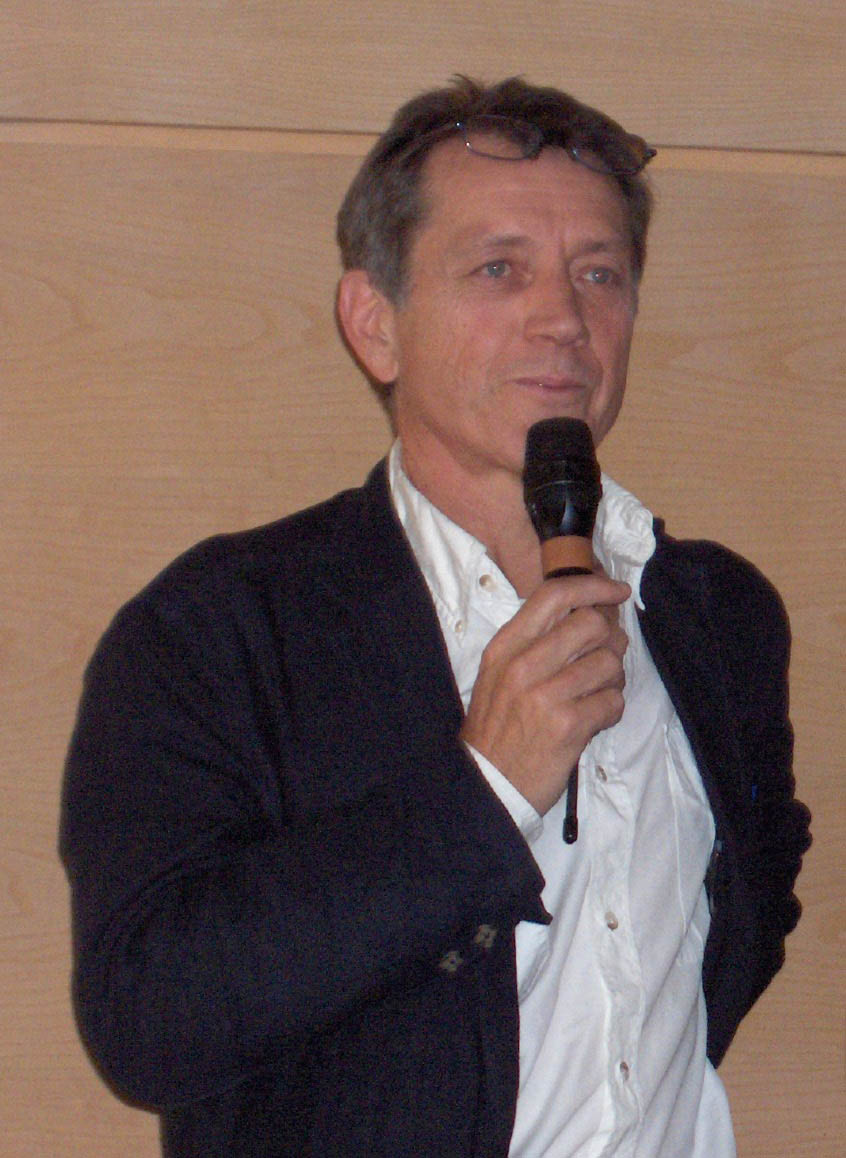
Bernard Giraudeau (1947–2010)

- Giraudeau, Gaël (* 1982), französischer Schauspieler und Spieleentwickler
- Giraudeau, Sara (* 1985), französische Schauspielerin
- Giraudi, Gianluca (* 1968), italienischer Autorennfahrer
- Giraudo, Alberto (* 1983), italienischer Tennisspieler
- Giraudo, Alessandro (* 1968), italienischer römisch-katholischer Geistlicher, Weihbischof in Turin
- Giraudo, Pedro (* 1977), argentinischer Jazz- und Tangomusiker
- Giraudo, Raoul (1932–1995), französischer Fußballspieler
- Giraudoux, Jean (1882–1944), französischer Berufsdiplomat und Schriftsteller
- Giraudy, Miquette (* 1953), französische Musikerin
- Girault de Prangey, Joseph-Philibert (1804–1892), französischer Grafiker, Fotograf und Orientalist
- Girault, Alexandre Arsène (1884–1941), US-amerikanischer Entomologe und Parasitologe
- Girault, Charles (1851–1932), französischer Architekt
- Girault, Evann (* 2004), nigrisch-französischer Säbelfechter
- Girault, Hubert H. (* 1957), Schweizer Chemiker
- Girault, Jean (1924–1982), französischer Filmregisseur und Drehbuchautor
- Girault, Jean-François (* 1954), französischer Botschafter
- Girault, Jean-Marie (1926–2016), französischer Politiker (UDF), Bürgermeister von Caen
- Girault, Olivier (* 1973), französischer Handballspieler
- Girault, Simon (* 1552), französischer Pädagoge, Geograph und Autor
- Girault-Duvivier, Charles-Pierre (1765–1832), französischer Grammatiker, Romanist und Kompilator
- Girauta, Juan Carlos (* 1961), spanischer Politiker
- Giray, Canibek (1568–1636), zweimaliger Khan des Krim-Khanats
- Giray, Eduard (1949–2014), deutscher Ringer
- Giray, Safa (1931–2011), türkischer Politiker
- Giray, Şahin (1745–1787), Khan des Krimkhanats

### Girb
- Girbaud, François (* 1945), französischer Modedesigner
- Girbeau, Jean (1870–1963), französischer römisch-katholischer Geistlicher und Bischof
- Girbert, Christoph Heinrich (1751–1826), deutscher Musiker und Musikpädagoge
- Girbig, Emil (1866–1933), deutscher Glasarbeiter, Gewerkschafter und Politiker (SPD), MdR

### Gird
- Girdauskas, Evaldas (* 1978), litauischer und deutscher Kardiochirurg und Hochschullehrer
- Girdauskas, Saulius (* 1970), litauischer Autosportler und Politiker
- Girdler, William (1947–1978), US-amerikanischer Filmregisseur, Drehbuchautor und Filmproduzent
- Girdlestone, Cameron (* 1988), australischer Ruderer
- Girdlestone, Keagan (* 1997), südafrikanisch-neuseeländischer Radrennfahrer
- Girdvainis, Edvinas (* 1993), litauischer Fußballspieler
- Girdwood, Iain (* 1975), schottischer Computerspieler

### Gire
- Girelli, Cristiana (* 1990), italienische FußballspielerinCristiana Girelli (* 1990)

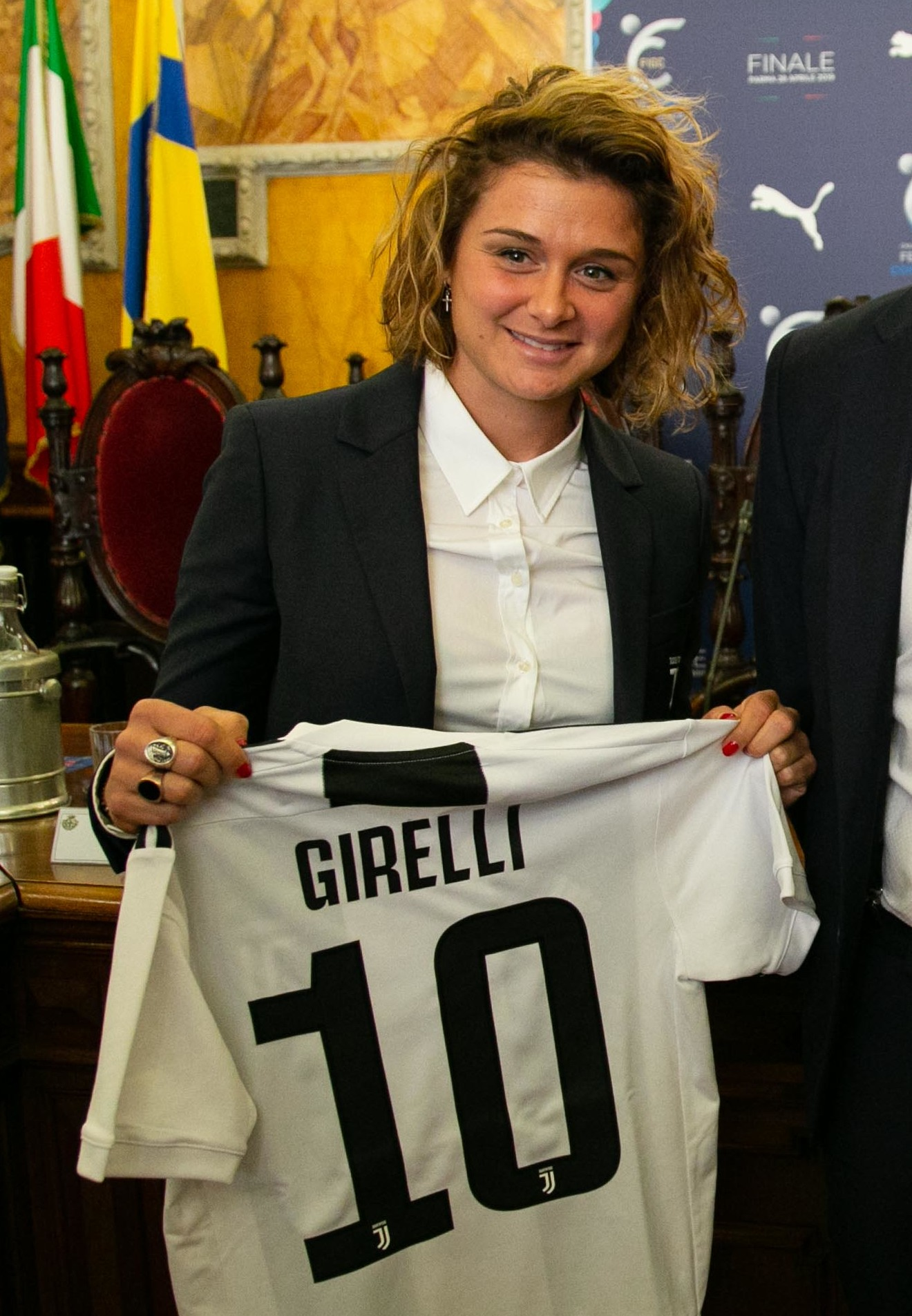
Cristiana Girelli (* 1990)

- Girelli, Leopoldo (* 1953), italienischer Geistlicher, römisch-katholischer Erzbischof und Diplomat des Heiligen Stuhls
- Girelli, Paolo, italienischer Drehbuchautor und Filmregisseur
- Girėnas, Stasys (1893–1933), litauisch-US-amerikanischer Pilot
- Giresse, Alain (* 1952), französischer Fußballspieler und -trainer
- Giresse, Thibault (* 1981), französischer Fußballspieler
- Giresunlu, Erim (* 1980), deutscher Filmregisseur und Drehbuchautor
- Girew, Dmitri Semjonowitsch (1889–1932), russischer Musher und Expeditionsteilnehmer

### Girg
- Girg, Walter (1919–2010), deutscher Offizier der Waffen-SS
- Ģirģens, Sandis (* 1980), lettischer Politiker und Jurist
- Girgensohn, Dieter (1934–2025), deutscher Kirchenhistoriker
- Girgensohn, Herbert (1887–1963), deutsch-baltischer Theologe und Hochschullehrer
- Girgensohn, Joseph (1848–1933), Lehrer und Historiker
- Girgensohn, Jürgen (1924–2007), deutscher Politiker (SPD), MdL
- Girgensohn, Karl (1875–1925), lutherischer Theologe
- Girgensohn, Otto (1796–1869), deutschbaltischer Theologe
- Girgensohn, Thomas (1898–1973), deutscher SA-Führer und paramilitärischer Aktivist
- Girgensons, Zemgus (* 1994), lettischer Eishockeyspieler

### Giri
- Giri, Anish (* 1994), russischer SchachgroßmeisterAnish Giri (* 1994)

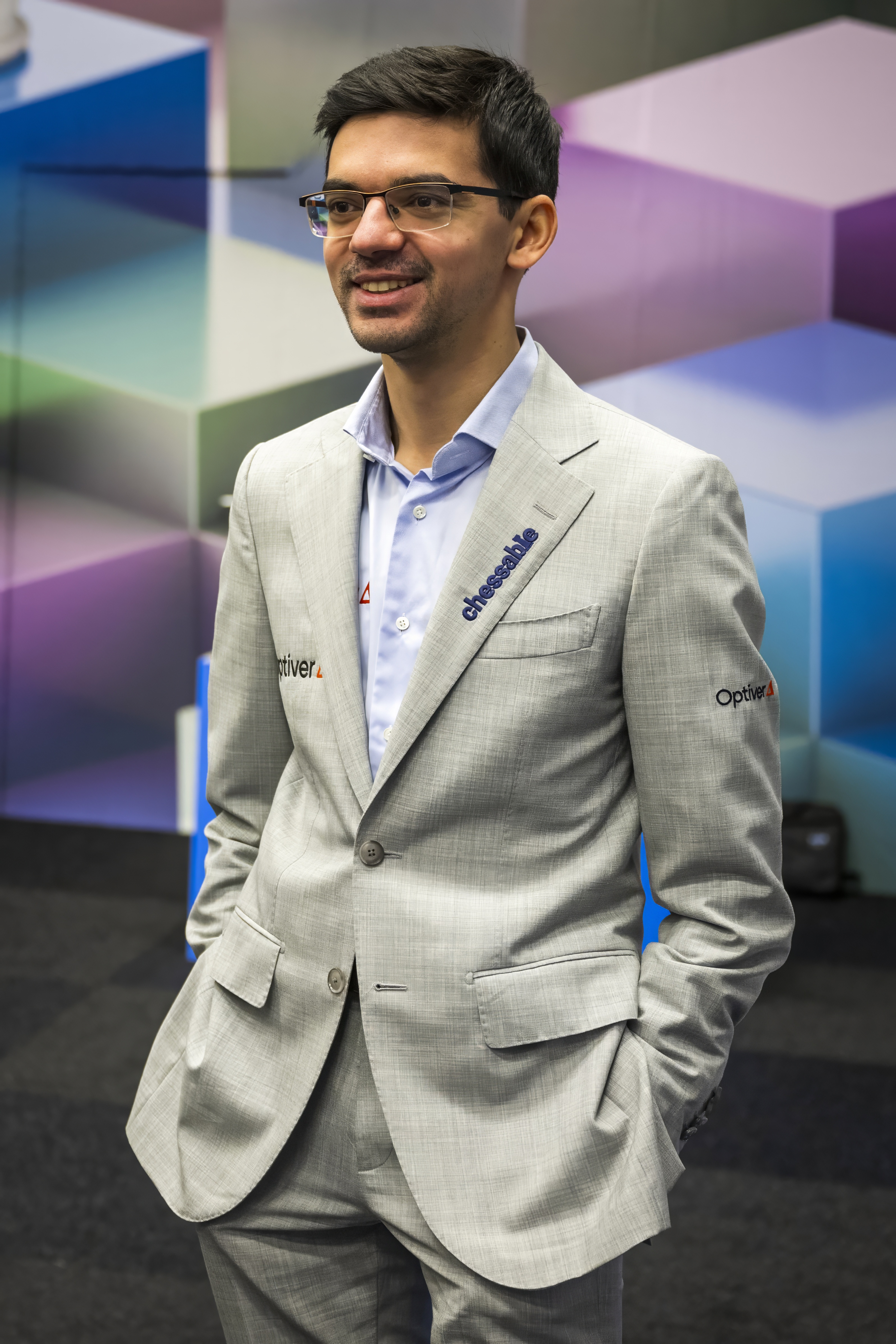
Anish Giri (* 1994)

- Giri, Nello (* 1919), san-marinesischer Radrennfahrer
- Giri, Tulsi (1926–2018), nepalesischer Politiker
- Giri, V. V. (1894–1980), indischer Politiker und Präsident der Republik Indien (1969–1974)
- Giri, Vānīrā (1946–2021), nepalesische Autorin
- Giriat, André (1905–1967), französischer Ruderer
- Giribás, José (* 1948), deutsch-chilenischer Fotograf und Fotojournalist
- Giric († 889), König von Schottland
- Giriček, Gordan (* 1977), kroatischer Basketballspieler
- Girieud, Pierre (1876–1948), französischer Maler
- Girik, Fatma (1942–2022), türkische Schauspielerin und Politikerin
- Girindra, Aisjah (1935–2018), indonesische Biochemikerin und Hochschullehrerin
- Girisch, Georg (* 1941), deutscher Politiker (CSU), MdB
- Girisch, Wolfgang (* 1927), deutscher Jurist
- Girişken, Ogeday (* 1992), türkischer Schauspieler
- Giritli, İsmet (1924–2007), türkischer Menschenrechtler, Professor für Menschenrechte und Autor

### Girj
- Girja, Olga Alexandrowna (* 1991), russische Schachspielerin

### Girk
- Girk, Kurt (1932–2019), österreichischer Volksmusiksänger
- Girke, Benjamin (* 1988), deutscher Fußballspieler
- Girke, Bernhard (1874–1935), deutscher Politiker (SPD)
- Girke, Gotthard (1934–2018), deutscher Badmintonspieler
- Girke, Hanno (* 1972), deutscher Spielerfinder
- Girke, Raimund (1930–2002), deutscher Maler
- Girke, Werner (* 1940), deutscher Langstreckenläufer
- Girke, Wolfgang (* 1941), deutscher Slawist
- Girkens, Andreas (1883–1944), deutscher römisch-katholischer Bäckermeister und Märtyrer
- Girkin, Igor Wsewolodowitsch (* 1970), russischer MilitärangehörigerIgor Wsewolodowitsch Girkin (* 1970)

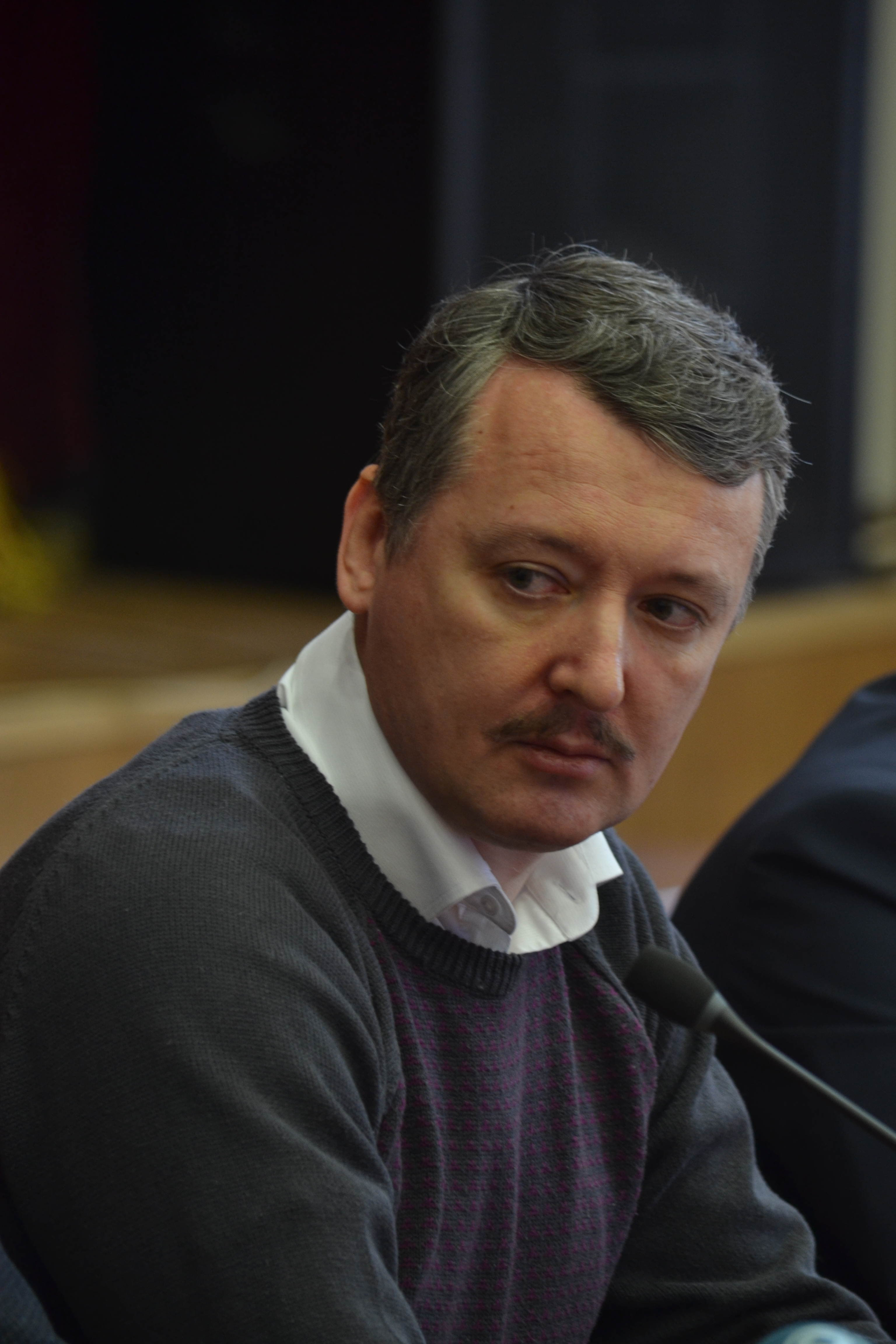
Igor Wsewolodowitsch Girkin (* 1970)

- Girkinger, Irene (* 1976), österreichische Dramaturgin und Theaterintendantin
- Girkmann, Karl (1890–1959), österreichischer Bauingenieur und Hochschullehrer
- Girkon, Paul (1889–1967), deutscher evangelischer Pfarrer

### Girl
- Girl in Red (* 1999), norwegische SängerinGirl in Red (* 1999)

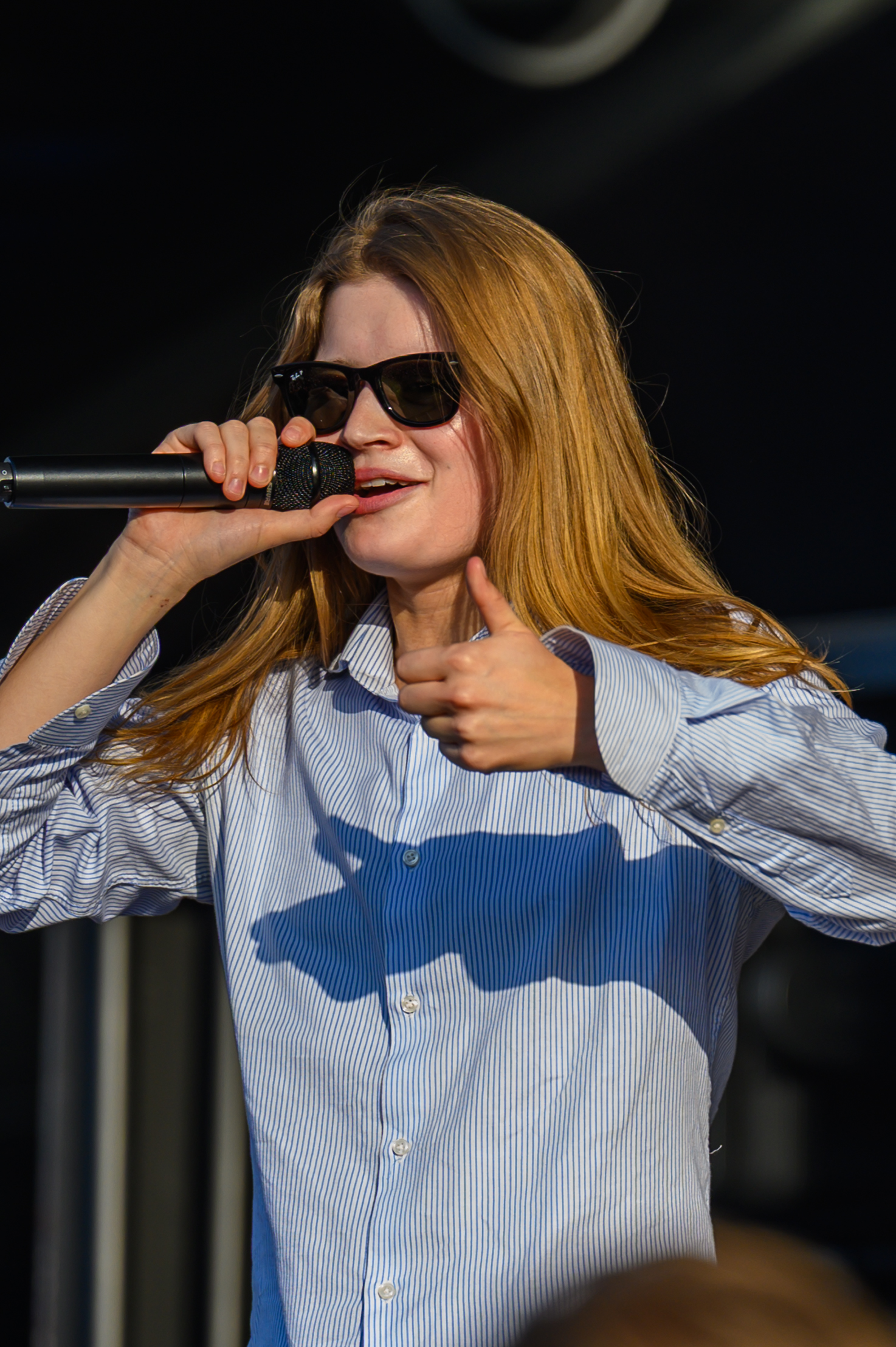
Girl in Red (* 1999)

- Girl, Emil (* 1900), tschechoslowakischer Wasserballspieler
- Gîrleanu, Cosmin (* 1999), rumänischer Boxer
- Gîrleșteanu, Ion (* 1900), rumänischer Rugbyspieler
- Girlich, Hans-Joachim (1938–2018), deutscher Mathematiker
- Girling, Charles John (* 1892), britischer Diplomat
- Girling, Julie (* 1956), britische Politikerin (Conservative Party), MdEP

### Girm
- Girma Wolde-Giorgis (1924–2018), äthiopischer Politiker, Präsident von Äthiopien
- Girma, Adisu (* 1999), äthiopischer Mittelstreckenläufer
- Girma, Desta (* 1987), äthiopische Marathonläuferin
- Girma, Ermias (* 2005), äthiopischer Mittelstreckenläufer
- Girma, Lamecha (* 2000), äthiopischer Leichtathlet
- Girma, Naomi (* 2000), US-amerikanische Fußballspielerin
- Girma, Tigist (* 2002), äthiopische Mittelstreckenläuferin
- Girma, Woynishet (* 1986), äthiopische Marathonläuferin
- Girmalegesse, Mert (* 1987), türkischer Langstreckenläufer äthiopischer Herkunft
- Girmann, Ernst (1896–1969), deutscher Politiker (NSDAP) und Bürgermeister von Northeim (1934–1945)
- Girmay, Biniam (* 2000), eritreischer RadrennfahrerBiniam Girmay (* 2000)

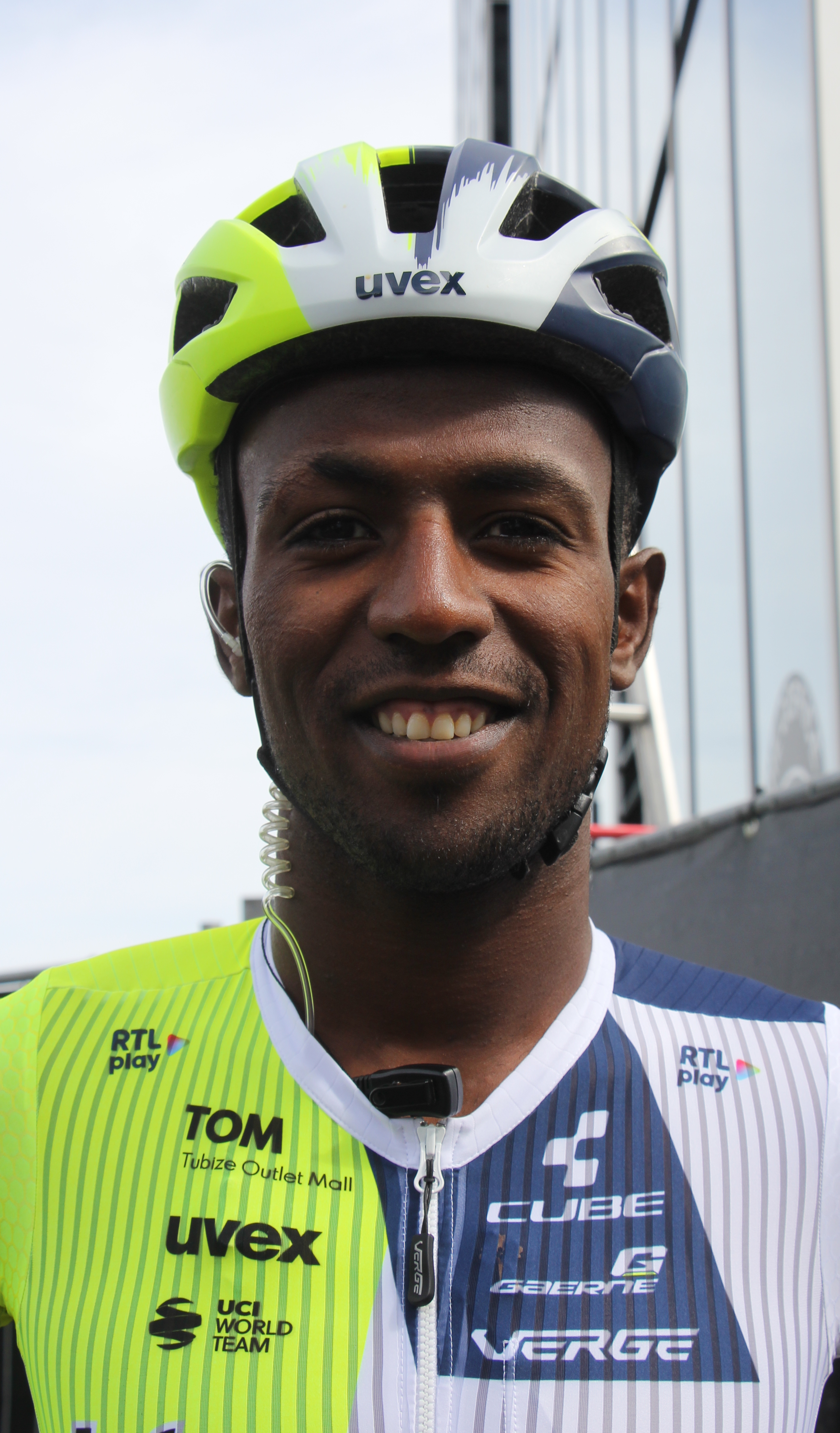
Biniam Girmay (* 2000)

- Girmes, Renate (* 1952), deutsche Bildungswissenschaftlerin und Hochschullehrerin
- Girmes, Wilhelm (1866–1917), deutscher Architekt
- Girmes, Willi (1956–2024), deutscher Sänger und Entertainer
- Girmindl, Ernst (1931–2024), deutscher Politiker (CSU) und Landrat
- Girmont, Bernard de (1758–1834), französischer Trappist, Prior, Abt und Klostergründer
- Girmscheid, Gerhard (* 1949), deutscher Bauingenieur

### Girn
- Girnatis, Walter (1894–1981), deutscher Komponist
- Girndt, Leo (1834–1913), deutscher Jurist und Politiker
- Girndt, Otto (1835–1911), deutscher Schriftsteller
- Girndt, Otto (1895–1948), deutscher Mediziner, Pharmakologe und Hochschullehrer
- Girnius, Vincas (* 1959), litauischer Politiker, Mitglied des Seimas
- Girnth, Heiko (* 1964), deutscher Germanist
- Girnth, Marco (* 1970), deutscher SchauspielerMarco Girnth (* 1970)

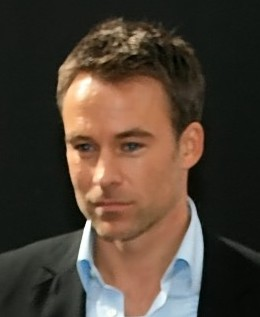
Marco Girnth (* 1970)

- Girnus, Klaus (* 1963), deutscher Bildender Künstler
- Girnus, Wilhelm (1906–1985), deutscher Literaturwissenschaftler, Redakteur und Kommunist
- Girnus, Wolfgang (* 1949), deutscher Politiker (PDS), MdA
- Girnyk, Kirill Iwanowitsch (* 2003), russischer Fußballspieler

### Giro
- Girò, Anna, französisch-italienische Opernsängerin (Mezzosopran)
- Giro, José (1955–2019), spanischer Skilangläufer
- Giró, Juan Francisco (1791–1863), Präsident Uruguays
- Giro, María (* 1971), argentinische Biathletin
- Girod, Amédée (1835–1905), Schweizer Jurist und Politiker
- Girod, Bastien (* 1980), Schweizer Politiker (GPS)
- Girod, Charles (1897–1945), deutscher Zeichner, Illustrator und Karikaturist
- Girod, Dominique (* 1975), Schweizer Komponist und Kontrabassist
- Girod, Eliane, Schweizer Basketballspielerin
- Girod, Francis (1944–2006), französischer Filmregisseur, Drehbuchautor und Produzent
- Girod, Hans (* 1937), deutscher Jurist und Autor
- Girod, Marie-Louise (1915–2014), französische Komponistin und Organistin
- Girod, Pierre (1776–1844), Schweizer Politiker
- Girod, Renée (1887–1962), Schweizer Ärztin und Frauenrechtlerin
- Girod, Robert (1900–1964), französischer Autorennfahrer
- Girod, Roger (1921–2003), Schweizer Soziologe und Hochschullehrer
- Girod, Roger (* 1945), Schweizer Jurist und Musiker
- Girod, Sabine (* 1959), deutsche Mund-, Kiefer-, Gesichtschirurgin
- Girod, Suzanne (1871–1926), französische Tennisspielerin
- Girodet-Trioson, Anne-Louis (1767–1824), französischer MalerAnne-Louis Girodet-Trioson (1767–1824)

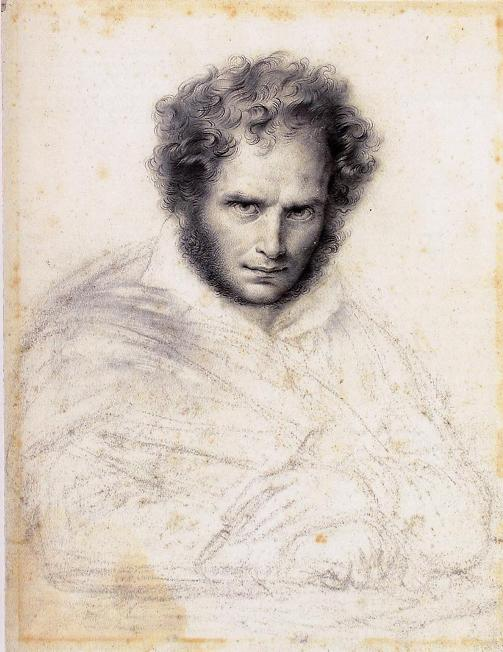
Anne-Louis Girodet-Trioson (1767–1824)

- Girodias, Maurice (1919–1990), französischer Verleger
- Girodz von Gaudi, Alfons (1818–1888), preußischer Generalleutnant
- Giroix, Fabien (* 1960), französischer Automobilrennfahrer
- Girola, Giulio (1912–1973), italienischer Film- und Theaterschauspieler
- Girolami, Enio (1935–2013), italienischer Schauspieler
- Girolami, Marino (1914–1994), italienischer Filmregisseur, Drehbuchautor und Filmproduzent
- Girolami, Raffaele Cosimo de’ (1670–1748), italienischer Kardinal der Römischen Kirche
- Girolami, Renzo (1939–2000), italienischer Regieassistent und Filmregisseur
- Girolamo da Carpi (1501–1556), italienischer Maler und Architekt
- Girolamo da Cremona, italienischer Buchmaler
- Girolamo da Santo Stefano, italienischer Kaufmann und Reisender
- Girolamo da Treviso († 1544), italienischer Maler und Bildhauer
- Giroldo da Lugano, schweiz-italienischer Bildhauer und Architekt der Romanik
- Girollet, Miguel Ángel (1947–1996), argentinischer klassischer Gitarrist
- Girometti, Giuseppe (1780–1851), Edelsteinschneider und Medailleur
- Girometti, Roberto (* 1939), italienischer Kameramann und Filmregisseur
- Girometti, William (1924–1998), italienischer Surrealist
- Girón de Ahumada, Pedro (1778–1842), spanischer General und Staatsmann
- Girón Higuita, Gustavo (* 1940), kolumbianischer Ordensgeistlicher, emeritierter Bischof von Tumaco
- Girón, Carlos (1954–2020), mexikanischer Wasserspringer
- Giron, Charles (1850–1914), Schweizer Figuren- und Landschaftsmaler
- Giron, Edwin (* 1999), philippinischer Mittelstreckenläufer
- Giron, Marcos (* 1993), US-amerikanischer Tennisspieler
- Gironcoli, Alois (1834–1877), österreichischer Politiker
- Gironcoli, Bruno (1936–2010), österreichischer Bildhauer
- Gironda, Vince (1917–1997), US-amerikanischer Bodybuilder
- Girondo, Oliverio (1891–1967), argentinischer Journalist und Schriftsteller
- Girone, Remo (* 1948), italienischer Theater- und FilmschauspielerRemo Girone (* 1948)

Remo Girone (* 1948)

- Girone, Rose (1912–2025), US-amerikanische Holocaust-Überlebende und Supercentenarian
- Girot, Antoine (1809–1885), französischer Stilllebenmaler, Aquarellist und königlich hannoverscher Mundkoch
- Girotti, Gianfranco (* 1937), italienischer Ordensgeistlicher, Kurienbischof der römisch-katholischen Kirche
- Girotti, Giuseppe (1905–1945), italienischer Pfarrer und Gerechter unter den Völkern
- Girotti, Massimo (1918–2003), italienischer Schauspieler
- Girotto, Andrei (* 1992), brasilianischer Fußballspieler
- Girotto, Javier (* 1965), argentinischer Jazz-Saxophonist, Klarinettist und Flötist
- Girouard, Anne (* 1976), französische Schauspielerin
- Girouard, Désiré (1836–1911), kanadischer Jurist und Politiker
- Girouard, Tina (1946–2020), US-amerikanische Künstlerin
- Giroud, Françoise (1916–2003), französische Schriftstellerin, Journalistin und Politikerin
- Giroud, Frank (1956–2018), französischer Comicautor
- Giroud, Jean-Pierre (* 1938), französischer Bauingenieur (Geotechnik)
- Giroud, Marielle (* 1987), schweizerische Basketballspielerin
- Giroud, Olivier (* 1986), französischer FußballspielerOlivier Giroud (* 1986)

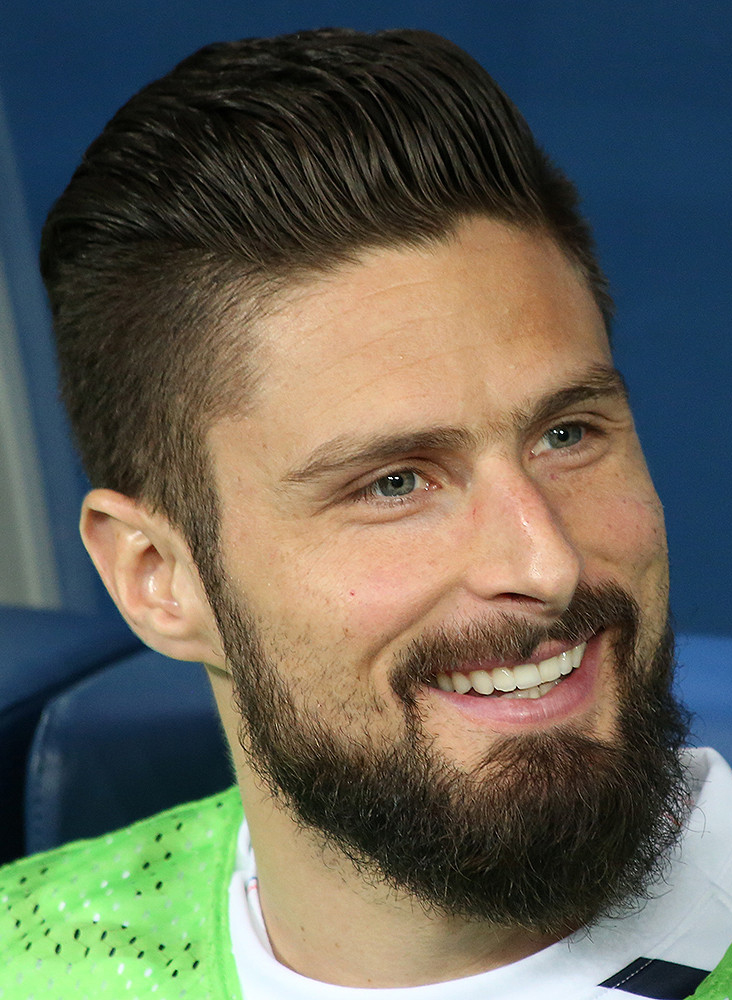
Olivier Giroud (* 1986)

- Giroud, Pavel (* 1972), kubanischer Filmregisseur, Drehbuchautor und Filmeditor
- Giroust, François (1737–1799), klassischer Komponist
- Giroust, Jean-Antoine-Théodore (1753–1817), französischer Historienmaler
- Giroux, Alexandre (* 1981), kanadischer Eishockeyspieler
- Giroux, Alphonse (1776–1848), französischer Maler, Restaurator und Kunsttischler
- Giroux, Amber Rae (* 1986), kanadische Motocrossfahrerin und Endurosportlerin
- Giroux, Antoinette (1899–1978), kanadische Schauspielerin
- Giroux, Auguste (1874–1953), französischer Rugbyspieler
- Giroux, Ben (* 1984), US-amerikanischer Schauspieler
- Giroux, Claude (* 1988), kanadischer EishockeystürmerClaude Giroux (* 1988)

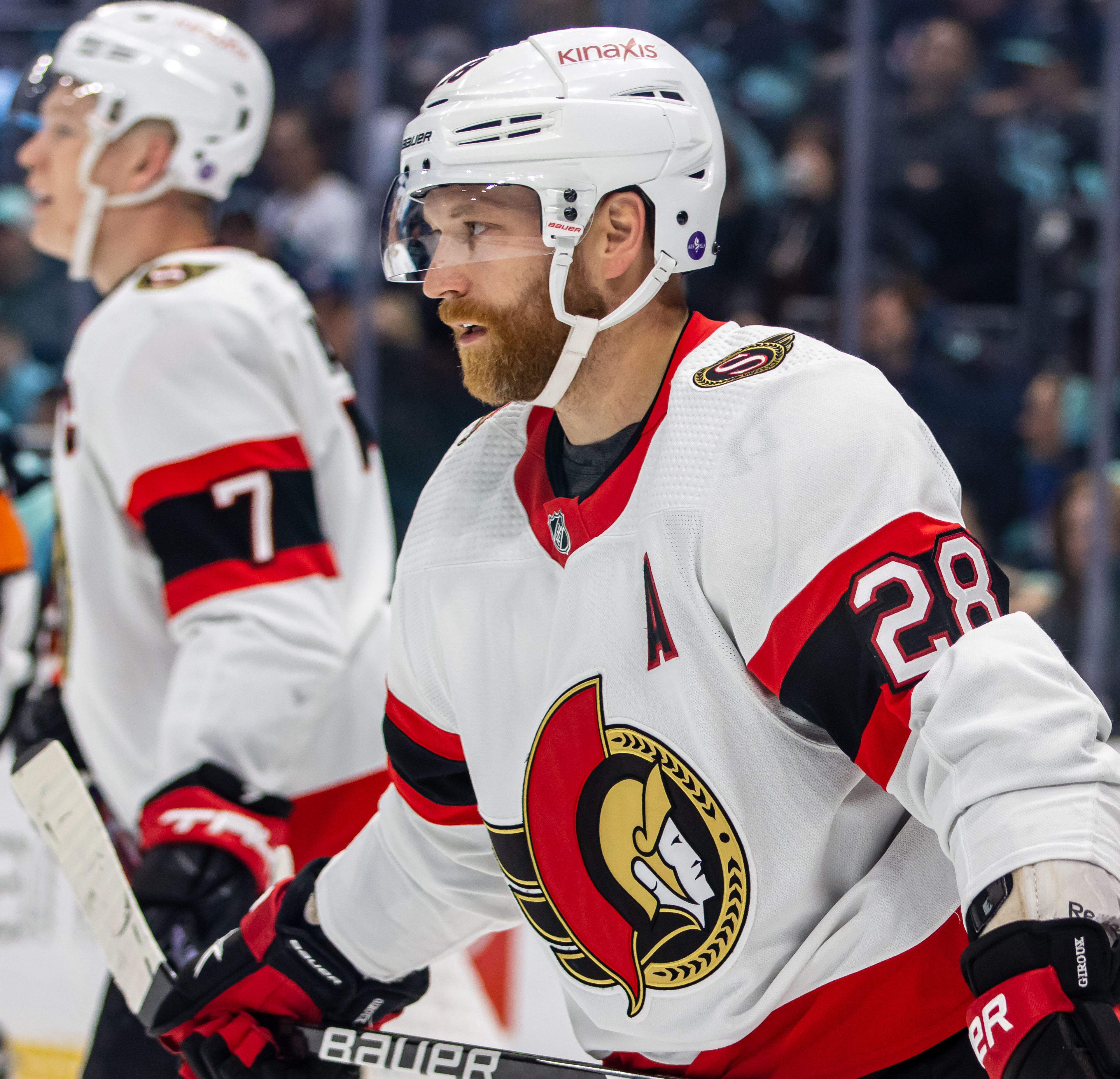
Claude Giroux (* 1988)

- Giroux, Edouard (1871–1949), französischer Autorennfahrer
- Giroux, Emmanuel (* 1961), französischer Mathematiker
- Giroux, Henry (* 1943), US-amerikanischer Autor und Professor der Pädagogik
- Giroux, Julie (* 1961), US-amerikanische Komponistin und Arrangeurin
- Giroux, Mathieu (* 1986), kanadischer Eisschnellläufer und Shorttracker
- Giroux, Ray (* 1976), kanadischer Eishockeyspieler
- Giroux, Robert (1914–2008), US-amerikanischer Verleger und Buchautor

### Girr
- Girra, Horst, deutscher Hörspielautor
- Girres, Jean-Paul (* 1961), luxemburgischer Fußballspieler
- Girri, Alberto (1919–1991), argentinischer Journalist, Dichter und Schriftsteller
- Girrmann, Detlef (1929–2011), deutscher Fluchthelfer, Mitbegründer der größten Fluchthilfeorganisation in der DDR

### Girs
- Girsanow, Igor Wladimirowitsch (1934–1967), sowjetischer Mathematiker
- Girsberger, Daniel (* 1960), Schweizer Rechtswissenschaftler
- Girsberger, Esther (* 1961), Schweizer Journalistin, Moderatorin, Autorin und Publizistin
- Girsch, Frederick (1821–1895), deutsch-amerikanischer Radierer, Porträtmaler, Stahl- und Banknotenstecher
- Girschik, Dirk (* 1985), deutscher Musiker und Opernregisseur
- Girschik, Johann (1936–2025), österreichischer Unternehmer, Funktionär sowie Förderer von Kultur, Handwerk und Sport in Niederösterreich
- Girschkowski, Gert (* 1944), deutscher Fußballspieler
- Girschner, Ernst (1860–1914), deutscher Lehrer und Insektenkundler
- Girschner, Max (1861–1927), deutscher Arzt und Ethnologe
- Girschner, Nestor (1821–1885), deutscher Pädagoge und Autor
- Girschweiler, Christoph (* 1981), Schweizer Radrennfahrer
- Girsewald, Gustav von (1785–1864), braunschweigischer Generalmajor und Kammerherr
- Girsewald, Gustav von (1812–1871), braunschweigischer Generalmajor
- Girshausen, Theo (1950–2006), deutscher Theaterwissenschaftler
- Girskienė, Ligita (* 1979), litauische Politikerin, Mitglied des Seimas
- Girst, Anita (* 1944), deutsche Politikerin (CDU), MdL
- Girst, Thomas (* 1971), deutscher Autor und Kulturmanager
- Girstmair, Hermann (1929–2019), österreichischer Politiker und Lehrer
- Girstmayr, Franz (1849–1918), österreichischer Politiker

### Girt
- Girtanner von Luxburg, Johannes (1705–1781), landgräflich hessen-darmstädtischer und fürstlich pfalz-zweibrückischer Geheimer Rat
- Girtanner, Christoph (1760–1800), Schweizer Arzt, Chemiker und politisch-historischer Schriftsteller
- Girtanner, Friedrich (1664–1753), Schweizer Bürgermeister
- Girtanner, Wilhelm (1823–1861), deutscher Rechtswissenschaftler
- Girth, Benjamin (* 1992), deutscher Fußballspieler
- Girth, Peter (1942–1997), deutscher Intendant und Kulturmanager
- Girtin, Thomas (1775–1802), englischer Landschaftsmaler
- Girtler, Peter (* 1972), italienischer Koch
- Girtler, Roland (* 1941), österreichischer Soziologe und KulturanthropologeRoland Girtler (* 1941)

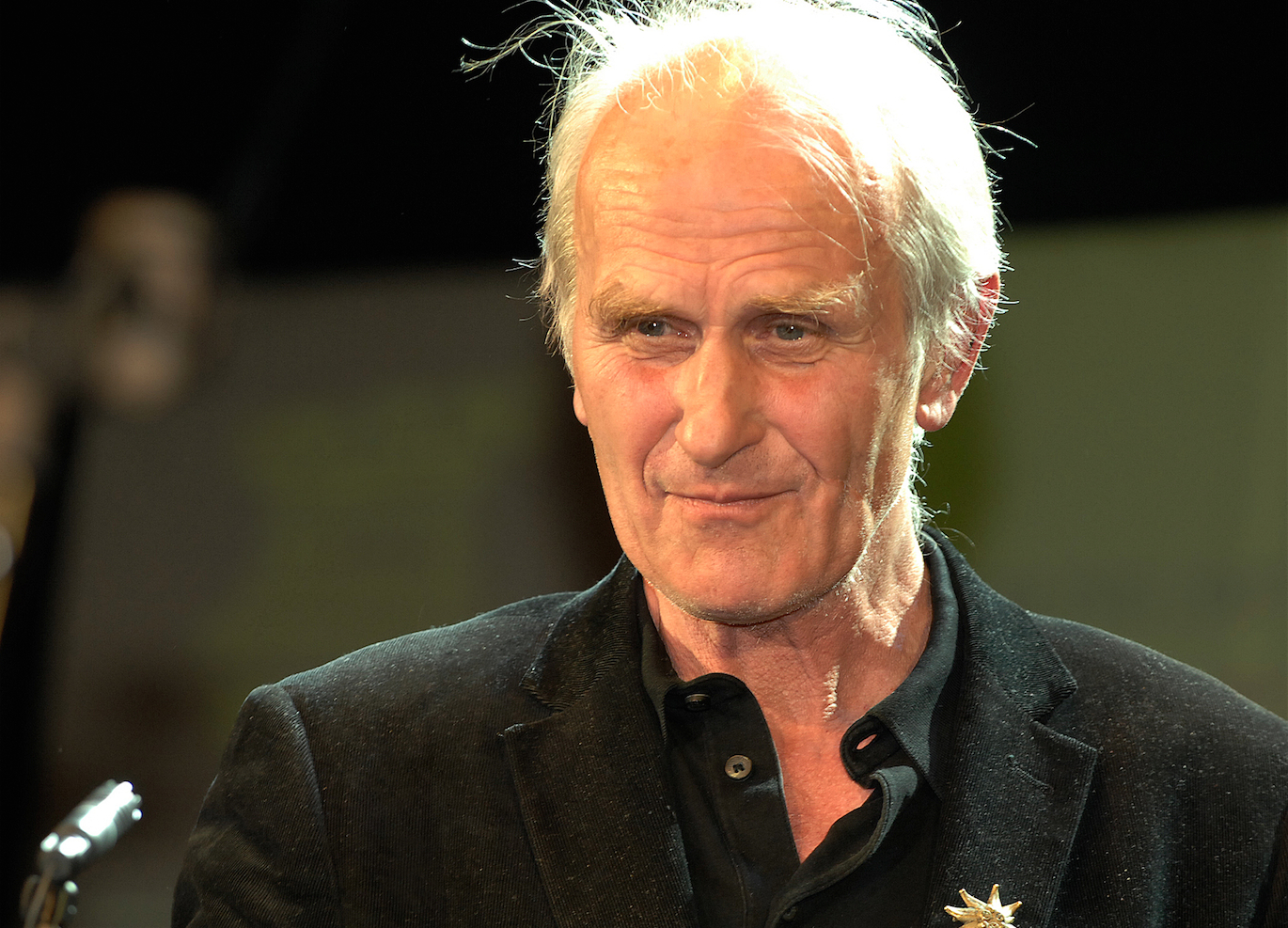
Roland Girtler (* 1941)

- Girtler, Rudolf (1877–1952), österreichischer Bauingenieur und Hochschullehrer
- Girty, Simon (1741–1818), indianischer KriegerSimon Girty (1741–1818)

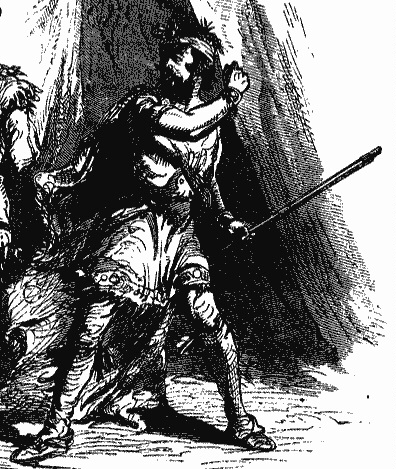
Simon Girty (1741–1818)

### Giru
- Giru († 128), König von Baekje (77 bis 128)
- Girubuntu, Jeanne D’arc (* 1995), ruandische Radsportlerin
- Giruć, Mirosław (* 1972), polnischer Fußballspieler
- Girulatis, Richard (1878–1963), deutscher Fußballtrainer

### Girv
- Girvan, Nathan (* 2002), schottischer Dartspieler
- Girvin, Steven M. (* 1950), US-amerikanischer Physiker

### Giry
- Giry de Saint-Cyr, Joseph (1699–1761), französischer römisch-katholischer Geistlicher und Mitglied der Académie française
- Giry, Arthur (1848–1899), französischer Diplomatiker und Historiker
- Giry, Louis (1596–1665), französischer Anwalt, Literat und Übersetzer, Mitglied der Académie française
- Giry-Rousset, Sylvie (* 1965), französische Skilangläuferin

### Girz
- Giržadas, Alfonsas, litauischer Politiker
- Girzick, Ernst (1911–1977), österreichischer SS-Obersturmführer und Mitarbeiter im Judenreferat des RSHA
- Girzyński, Zbigniew (* 1973), polnischer Historiker und Politiker, Mitglied des Sejm